# Habroloma taxillusi
Habroloma taxillusi (лат.) — вид златок рода Habroloma из подсемейства Agrilinae.
Япония (остров Амами-Осима, известен только из типового местонахождения).

## Описание
Мелкие жуки-златки клиновидной формы и утонченное сзади (длина 2,5—2,7 мм, ширина 1,5—1,7 мм), имеют переднеспинку с задним краем с тремя выемками. Тело сверху полностью чёрно-бежевое; снизу тело, ноги и усики чёрные, с очень слабым бежевым оттенком. Надкрылья слегка выпуклые у основания, орнамент состоит из желтовато-серого опушения; на задних 2/3 с тремя поперечными полосами, первые две косо зигзагообразные, вершинная слабо поперечно волнистая. Брюшная поверхность тела уплощена; индекс толщины (толщина тела/длина тела) менее 0,36; простернальный отросток как перевернутая трапеция, задний край линейно усечён.
Растение-хозяин. Ремнецветниковые (Loranthaceae): личинки минируют листья Taxillus yadoriki.